# Dušikov triklorid
Dušikov triklorid ali trikloramin je spojina s formulo NCl3. Je rumena oljnata ostro dišeča in eksplozivna tekočina, ki je najpogosteje stranski produkt kemičnih reakcij derivatov amonijaka s klorom, na primer v plavalnih bazenih. Monokloramin, dikloramin in trikloramin so odgovorni za "vonj po kloru", značilen za bazene. Vse tri spojine so produkt reakcije hipoklorove kisline z amonijakom in drugimi dušikovimi snovmi v vodi, na primer s sečnino iz urina.

## Priprava in struktura
Spojina se pripravlja z obdelavo amonijevih spojin, kot je amonijak, s klorom. Vmesna produkta ta monokloramin NH2Cl in dikloramin NHCl2. Molekula NCl3 ima obliko piramide zaradi prostega eletronskega para dušika. Razdalje N−Cl merijo 1,76 Å, kot Cl−N−Cl pa 107°.

## Reakcije in raba
Kemija NCl3 je dobro raziskana. Molekula je zmerno polarna z dipolom 0,6 D. Dušikovo središče je bazično, vendar mnogo manj kot amonijak.  V vroči vodi hidrolizira, pri čemer se sproščata amonijak in hipoklorova kislina: 
NCl3 + 3H2O  →  NH3 + 3 HOCl
NCl3 v velikih koncentracijah eksplodira v plinasti dušik in klor.  
Dušikov triklorid z blagovno znamko agene se je nekoč uporabljal za beljenje moke. Beljenje se je zaradi varnosti opustilo.

## Varnost
Dušikov triklorid draži sluznico in povzroča solzenje, vendar se v ta namen nikoli ni uporabljal. Čista snov, ki jo sicer srečamo redko, je nevaren eksploziv, občutljiv na svetlobo, toploto, celo zmeren udarec in organske spojine. Prvi ga je leta 1812 pripravil Pierre Louis Dulong in v dveh eksplozijah izgubil več prstov in oko. Leta 1813 je eksplozija NCl3 začasno onesposobila angleškega kemika Humphryja Davyja in ga spodbudila, da je za asistenta najel Michaela Faradaya. Oba sta bila kmalu zatem poškodovana v še eni eksploziji NCl3.